# Campton (Bedfordshire)
Campton è un paese di 2 140 abitanti della contea del Bedfordshire, in Inghilterra. Si trova nella parrocchia civile di Campton and Chicksands.